# Norma Harris
Norma Harris (* 22. April 1947) ist eine ehemalige US-amerikanische Sprinterin.
1963 wurde sie bei den Panamerikanischen Spielen in São Paulo Vierte über 200 Meter und siegte in der 4-mal-100-Meter-Staffel.
1965 wurde sie US-Hallenmeisterin über 440 Yards.

## Persönliche Bestzeiten
- 220 Yards: 24,4 s, 5. Juli 1963, Dayton (entspricht 24,3 s über 200 m)
- 400 m: 55,0 s, 6. September 1965, Cali